# Порт-Гурон
Порт-Гуро́н (также Порт-Хью́рон, англ. Port Huron [pɔrt ˈhyʊərən]) — город с местным самоуправлением (city) в штате Мичиган, США. Административный центр и крупнейший населённый пункт округа Сент-Клэр. Население — 30 184 человека (по переписи 2010 года). Самая восточная точка штата Мичиган, близ границы с Онтарио.

## История
До 1836 года на части территории современного Порт-Гурона располагалась индейская резервация. В 1857 году был образован город Порт-Гурон. Город стремительно разрастался, в нём развивались отрасли кораблестроения и торговли лесоматериалами. В 1871 году Порт-Гурон стал административным центром округа Сент-Клэр.
8 октября 1871 года в Порт-Гуроне случился пожар, в котором погибло около 50 жителей города. В тот же день начался Великий чикагский пожар. 5 сентября 1881 года город вновь пострадал от пожара, охватившего свыше 4000 квадратных километров.
В 1890 году между Порт-Гуроном и Сарнией был построен первый в мире международный железнодорожный тоннель под рекой.
В 1938 году Порт-Гурон и Сарния были связаны автомобильным мостом. В 1997 году между ними был построен второй мост.
В 1949 году сгорела мэрия города, были уничтожены многочисленные исторические документы.

## Транспорт
Через город проходят магистрали I-69 и I-94, по мосту через Сент-Клэр пересекающие границу США и Канады и попадающие в Сарнию. В Канаде магистрали обозначены как Highway 402, затем упирающийся в Highway 401.
Два железнодорожных тоннеля соединяют Порт-Гурон и Сарнию. Поезда Amtrak курсируют между Порт-Гуроном и Чикаго.
К юго-западу от города располагается международный аэропорт округа Сент-Клэр.

## Демография
Согласно данным переписи населения 2010 года, в Порт-Гуроне проживало 30 184 человека. В 2000 году этот показатель составлял 32 338 человек.
Расовый состав жителей города в 2010 году распределился следующим образом: представителей белой расы 83,96 %, афроамериканцев 9,06 %, коренных американцев 0,01 %, монголоидов 0,57 %, представителей двух и более рас 4,49 %, латиноамериканцев любой расы 5,41 %.